# Saison 1 de Bitten
Chronologie
Saison 2
Cet article présente le guide de la première saison de la série télévisée canadienne Bitten.

## Distribution

### Acteurs principaux
- Laura Vandervoort (VQ : Annie Girard) : Elena Michaels
- Greg Bryk (VQ : Gilbert Lachance) : Jeremy Danvers
- Greyston Holt (VQ : Adrien Bletton) : Clayton Danvers
- Paul Greene (en) (VQ : Frédérik Zacharek) : Philip McAdams (saison 1)
- Steve Lund (VQ : Jean-Philippe Baril-Guérard) : Nick Sorrentino
- Michael Xavier (VQ : Philippe Martin) : Logan Jonsen (saison 1 et 2)
- Tommie-Amber Pirie (VQ : Catherine Bonneau) : Paige Winterbourne, fille de Ruth (récurrente saison 2, principale saison 3)
- Genelle Williams (VQ : Kim Jalabert) : Rachel Sutton (récurrente saison 1 et 2, principale saison 3)

### Acteurs récurrents et invités
- Natalie Brown (VQ : Pascale Montreuil) : Diane McAdams (11 épisodes)
- Michael Luckett (VQ : Gabriel Lessard) : Daniel Santos (9 épisodes)
- Fiona Highet (VQ : Marika Lhoumeau) : Shérif Karen Morgan (8 épisodes)
- Kiara Glasco (VQ : Ludivine Reding) : Savannah Levine (8 épisodes)
- Tammy Isbell (VQ : Julie Burroughs) : Ruth Winterbourne (8 épisodes)
- Daniel Kash (VQ : Stéphane Rivard) : Roman Navikev (7 épisodes)
- Curtis Caravaggio : Thomas Leblanc (7 épisodes)
- Paulino Nunes (VQ : François Godin) : Antonio Sorrentino (6 épisodes)
- James McGowan : James William (6 épisodes)
- Rafael Petardi (VQ : Christian Perrault) : Konstantin Saranin (6 épisodes)
- Pascal Langdale (VQ : Patrice Dubois) : Karl Marsten (6 épisodes)
- Joel S. Keller : Peter Myers (4 épisodes)
- Noah Danby (en) (VQ : Patrick Chouinard) : Zachary Cain (4 épisodes)
- Sherry Miller : Olivia McAdams (4 épisodes)
- Patrick Garrow : Victor Olson (4 épisodes)
- Rogan Christopher : Deputy Paul O'Neil (4 épisodes)
- Evan Buliung : Michael Braxton (4 épisodes)
- Noah Cappe : Travis (4 épisodes)
- Chris Ratz : Jack (4 épisodes)
- Marc Bendavid : Scott Brandon (3 épisodes)
- Eve Harlow : Amber (3 épisodes)
- Elias Toufexis (VQ : Nicolas Charbonneaux-Collombet) : Joey Stillwell (3 épisodes)
- Kaitlyn Leeb : Amanda (2 épisodes)
- Natalie Lisinska : Sylvie (2 épisodes)
- Benjamin Ayres (en) : Jorge Sorrentino (2 épisodes)
- Ace Hicks : Becky McAdams (2 épisodes)

## Épisodes

### Épisode 1:Appel
- États-Unis /  Canada : 11 janvier 2014
- France : 20 janvier 2017